# Eye of the Wind
Die Eye of the Wind ist ein zweimastiges Segelschiff mit Briggtakelung, die 1911 auf der Werft C. Lühring als Friedrich vom Stapel lief. In ihrer mehr als hundertjährigen Geschichte absolvierte sie vier Weltumsegelungen. Sie hatte Auftritte in mehreren Kinofilmen.

## Geschichte

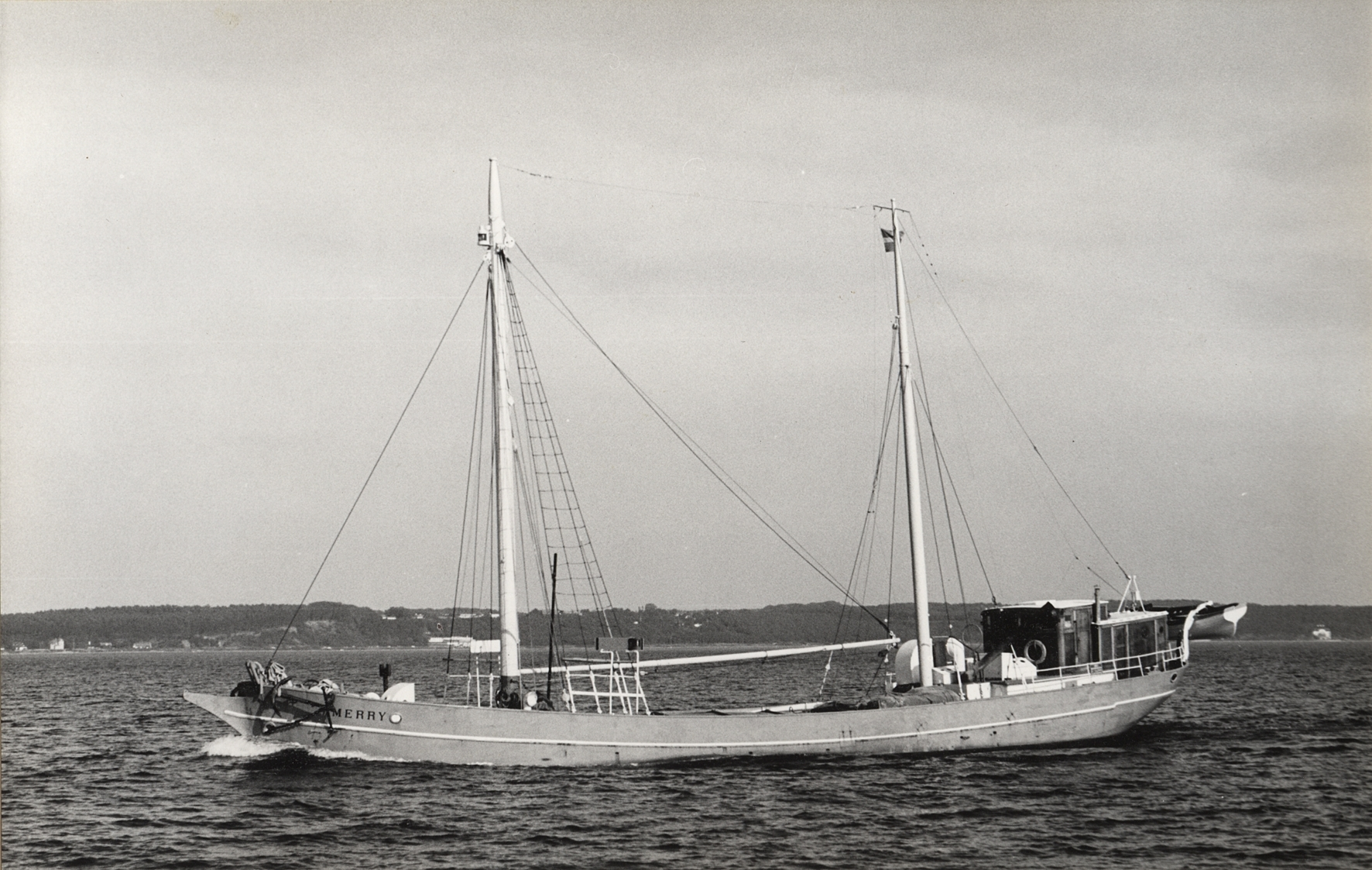
Die Merry im Jahr 1967

Das Schiff wurde im Juli 1911 mit der Baunummer 115 als Gaffelschoner Friedrich von der Werft C. Lühring in Brake abgeliefert. Erster Eigner war der Kapitän Johann Friedrich Kolb aus Fockbek (bei Rendsburg), der die anfangs mit 348 m² Segelfläche ausgerüstete Friedrich mit Heimathafen Hamburg als Frachter in der Nord- und Ostsee einsetzte. Am 10. Mai 1916 erwarb der Rostocker Reeder Friedrich Mentz das Schiff und registrierte es mit Heimathafen Rostock. Im März 1924 wurde die Friedrich an den Reeder Axel Ageberg im schwedischen Kalmar veräußert und in Sam umbenannt. Zwei Jahre später ging das Schiff an eine Partenreederei in Stockevik, deren Hauptreeder Karl H. Hendriksson es in Merry umbenannte. Im selben Jahr erhielt der Schoner seine erste Maschine, einen Jönköpings-Zweitakt-Motor, den man 1937 durch einen Zweitakt-Motor des Herstellers Skandiaverken ersetzte. Ab 1932 war die Merry auf Ernst Arthur Carlsson mit Heimathafen Stockevik eingetragen.
Am 20. Oktober 1955 strandete der Motorschoner in einem schweren Orkan nahe Vinga an der schwedischen Westküste, wobei ein Besatzungsmitglied ums Leben kam. Nach der Bergung wurde die Merry an die Partenreederei Gösta Daniel Olofsson in Grundsund verkauft, zur anderthalb-mastigen Galeasse getakelt und in Rose-Marie umbenannt. Zu ihren neuen Aufgaben gehörte einige Zeit die Treibnetzfischerei vor Island. Im Jahr 1966 erhielt das Schiff, das mittlerweile als reines Motorschiff genutzt wurde, durch einen Weiterverkauf an die Reederei John Julius Hätting in Torsö erneut den Namen Merry. Ab 1968 war die Merry auf Lars G. Brohlin mit Heimathafen Torsö registriert. Am 21. Januar 1970 fielen das gesamte Achterschiff und der Maschinenraum einem Feuer zum Opfer. Das Wrack wurde anschließend an die Reederei Bogser AB Sven verkauft, nach Göteborg geschleppt und dort aufgelegt. Im Jahr 1971 gelangte das Schiff in Besitz eines US-amerikanischen Käufers, der es als Klublokal nutzen wollte, was jedoch nie umgesetzt wurde.
Am 14. Februar 1973 kaufte der Australier Anthony Timbs das Schiff von der Josiah R. Littleship Inc. für eine britisch-australische Gesellschaft, um es als Passagier-Segelschiff wieder in Fahrt zu bringen. Nach einer provisorischen Reparatur überführte man die Merry im Juli 1973 nach Grimsby, wo sie zunächst als Auflieger verblieb. Das Schiff wurde von Frühjahr 1974 bis September 1976 instand gesetzt und zur Brigg aufgeriggt, wobei der Hauptteil der Arbeiten ab April 1975 auf der Iron Wharf in Faversham erfolgte. Die Lühring-Werft stellte hierzu die Originalpläne aus dem Jahr 1911 zur Verfügung und fertigte für die Eigner im Sommer 1976 ein neues Baunummernschild aus Bronze, das sie achtern am Deckhaus anbrachten. Nach Abschluss der Arbeiten in Faversham wurde das mittlerweile in Eye of the Wind umbenannte und mit Heimathafen London eingetragene Schiff nach Ramsgate überführt, wo es einen neuen Unterwasseranstrich bekam. Am 25. September 1976 lief die Eye of the Wind von Ramsgate zu ihrer ersten Reise aus, die durch den Panama-Kanal nach Australien und von dort zurück durch den Sueskanal nach Plymouth führte, wo die erste Weltumsegelung am 6. August 1978 endete.
Im Oktober 1978 startete die Eye of the Wind von Plymouth zu ihrer zweiten Weltumrundung, wobei sie der Reiseroute folgte, die Francis Drake vierhundert Jahre zuvor mit der Golden Hinde zurückgelegt hatte. Für diese als „Operation Drake“ bezeichnete Forschungsreise war das Schiff von der britischen Scientific Exploration Society gechartert und mit wissenschaftlichen Arbeitsplätzen ausgerüstet worden. Die Schirmherrschaft der „Operation Drake“ übernahm Prinz Charles. An der mehr als zweijährigen Weltumseglung, die in mehrere Abschnitte unterteilt war und von John Blashford-Snell geleitet wurde, nahmen insgesamt 216 junge Leute aus verschiedenen Nationen als Gäste teil.
In der Folgezeit umsegelte das Schiff zwei weitere Male die Welt und war in mehreren Kinofilmen zu sehen, zum Beispiel in Die blaue Lagune als Northumberland, in Insel der Piraten, ferner in Tai-Pan und 1996 als Schulschiff Albatross in White Squall – Reißende Strömung. Diese Einsätze machten es einem breiteren Publikum bekannt.
Im Jahr 2000 wurde sie an einen dänischen Eigner verkauft, der sie grundlegend restaurierte und mit modernster Ausrüstung sowie einer starken Maschine versah. Damit erfüllt sie alle modernen Sicherheitsstandards. Nach Angaben der eigenen Website erfolgte die Restaurierung so maßvoll, dass sie dabei ihren Charakter als Original-Großsegler behielt. Gesegelt wird nach wie vor ausschließlich im Handbetrieb.
Das Schiff steht für interessierte Mitsegler und für individuelle Führungskräfte-Trainings zur Verfügung, aber auch für die Vercharterung an private Gruppen.

## Ausstattung
- Schiffsrumpf: Stahl
- Deck: Teak
- 6 Passagier-Kabinen (16 Kojen)
- 4 Mannschafts-Kabinen (10 Kojen)
- Aufenthalt: Salon mit Bordbibliothek, Decksalon, Sonnendeck
- Navigation und Kommunikation: Radar, GPS, Funk (weltweit), Satellitentelefon, Fax, Internet
- Sicherheit: Modernste Sicherheits-, Feuerschutz- und Rettungsausstattung gemäß internationalen Richtlinien

## Brigantine oder Brigg
Der langjährige Miteigentümer Anthony 'Tiger' Timbs hat das von ihm designte Rigg anfangs als Brigantine oder Schonerbrigg bezeichnet. Nach der Anbringung der Groß-, Mars- und Bramrah aus den Geldern für die Mitarbeit an dem Film Blaue Lagune 1981 legte er Wert auf die Feststellung, es handele sich jetzt um die einzige echte Brigantine (d. h. offenbar Dreiviertelbrigg), mangels Masse sei der Schiffstyp vor längerem bereits begrifflich mit der Schonerbrigg zusammengelegt worden.
Gelegentlich wird behauptet, beim Eignerwechsel im Jahre 2000 seien Änderungen an der Takelage vorgenommen worden. Das vorhandene Rigg ist aber bereits im Film Tai-Pan (1986) deutlich zu sehen. Der Eigentümer bezeichnet das Schiff mit dem Oberbegriff Brigg.

## Bilder

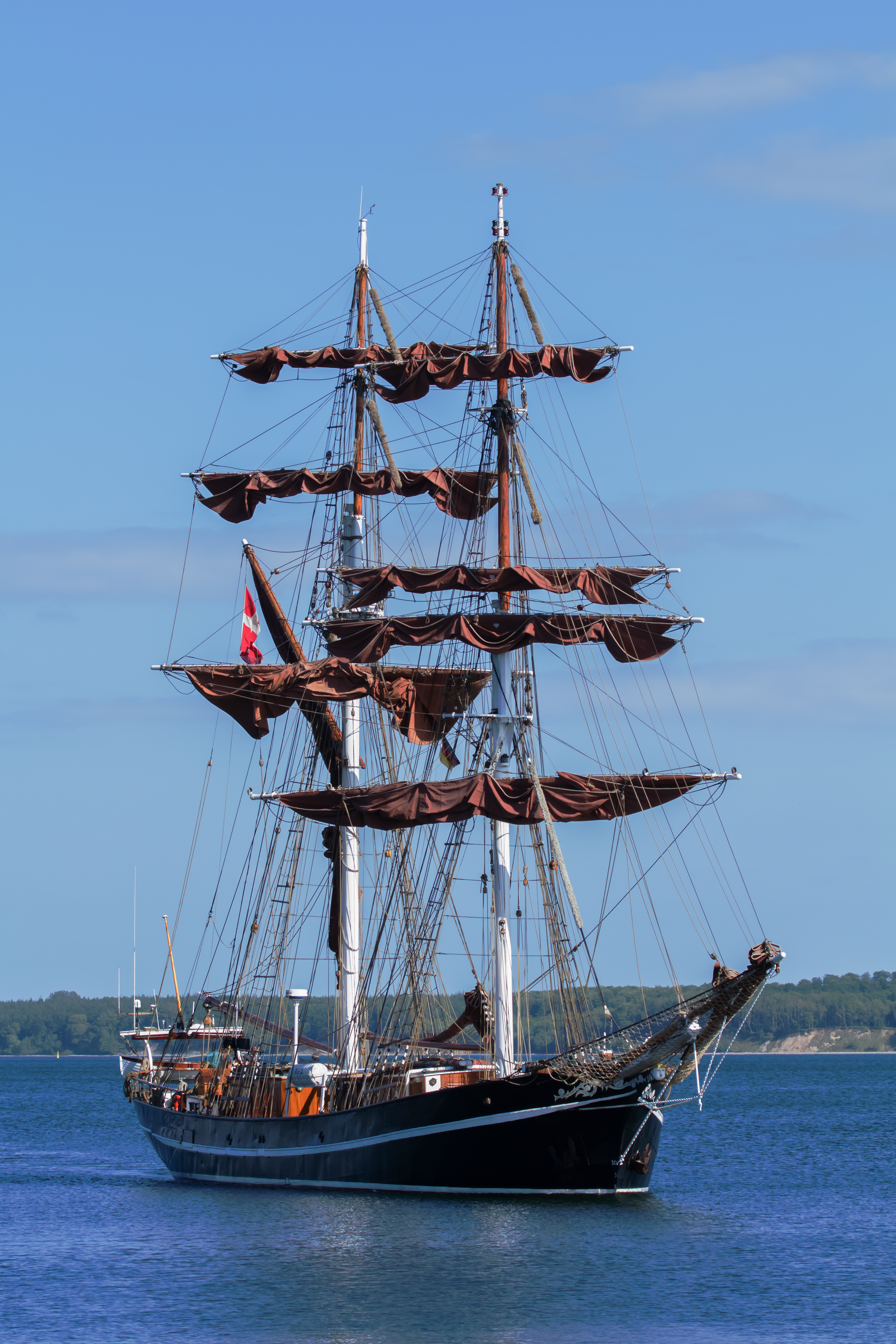
Eye of the Wind in Eckernförde.
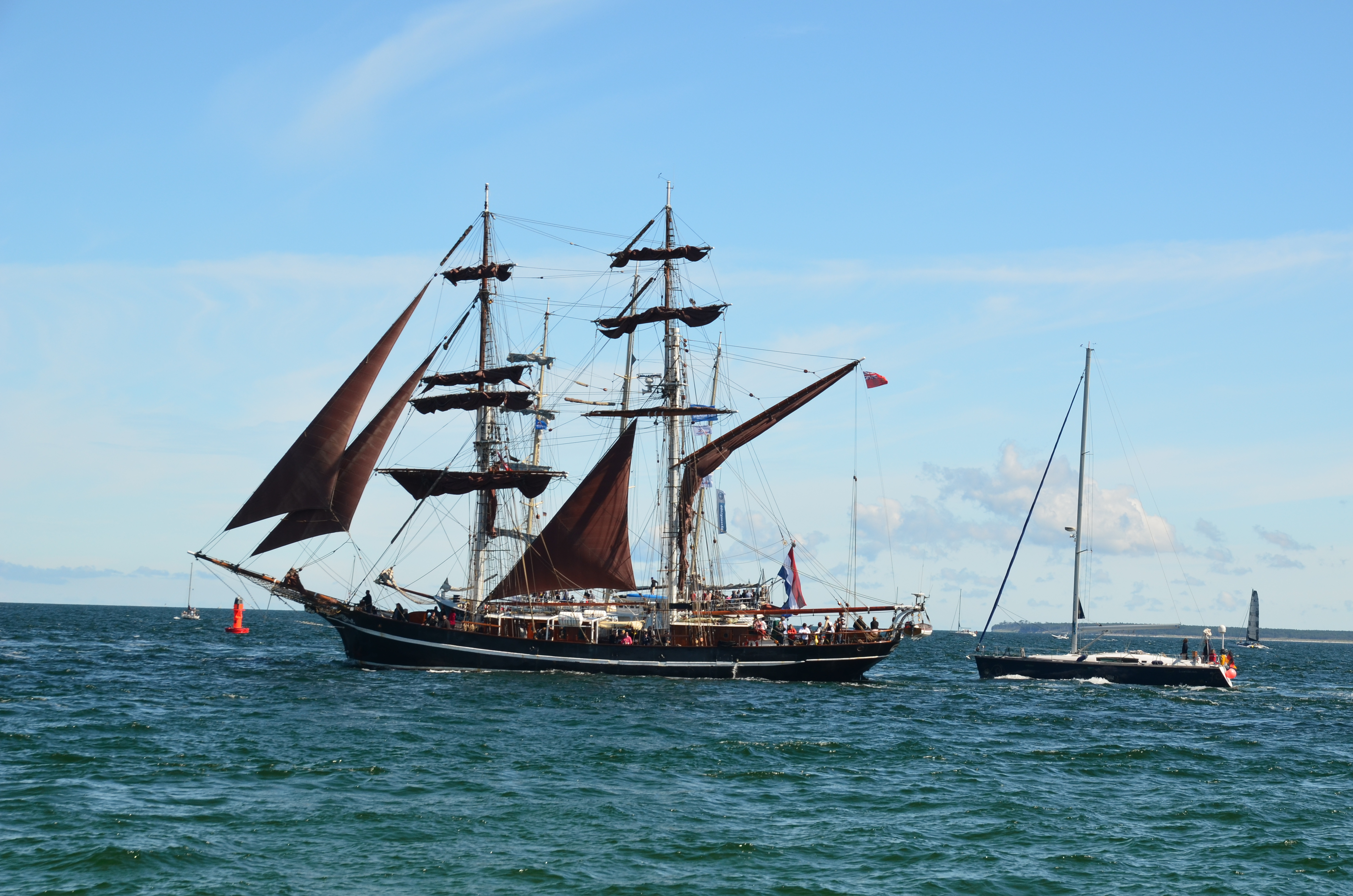
22. Hansesail
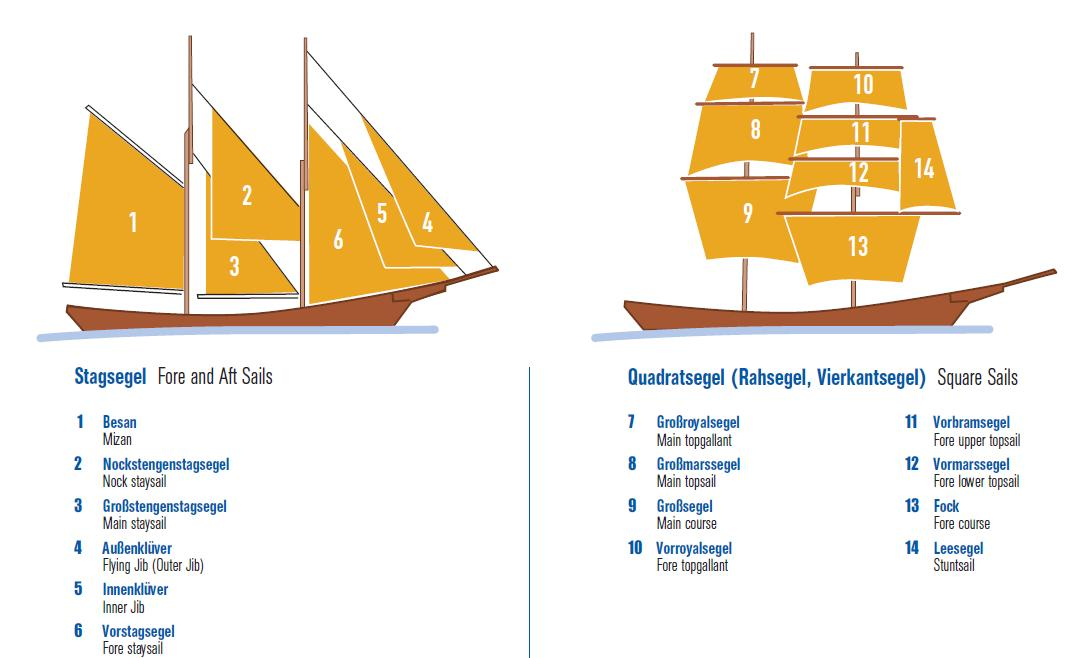
Segelriss der Eye of the Wind
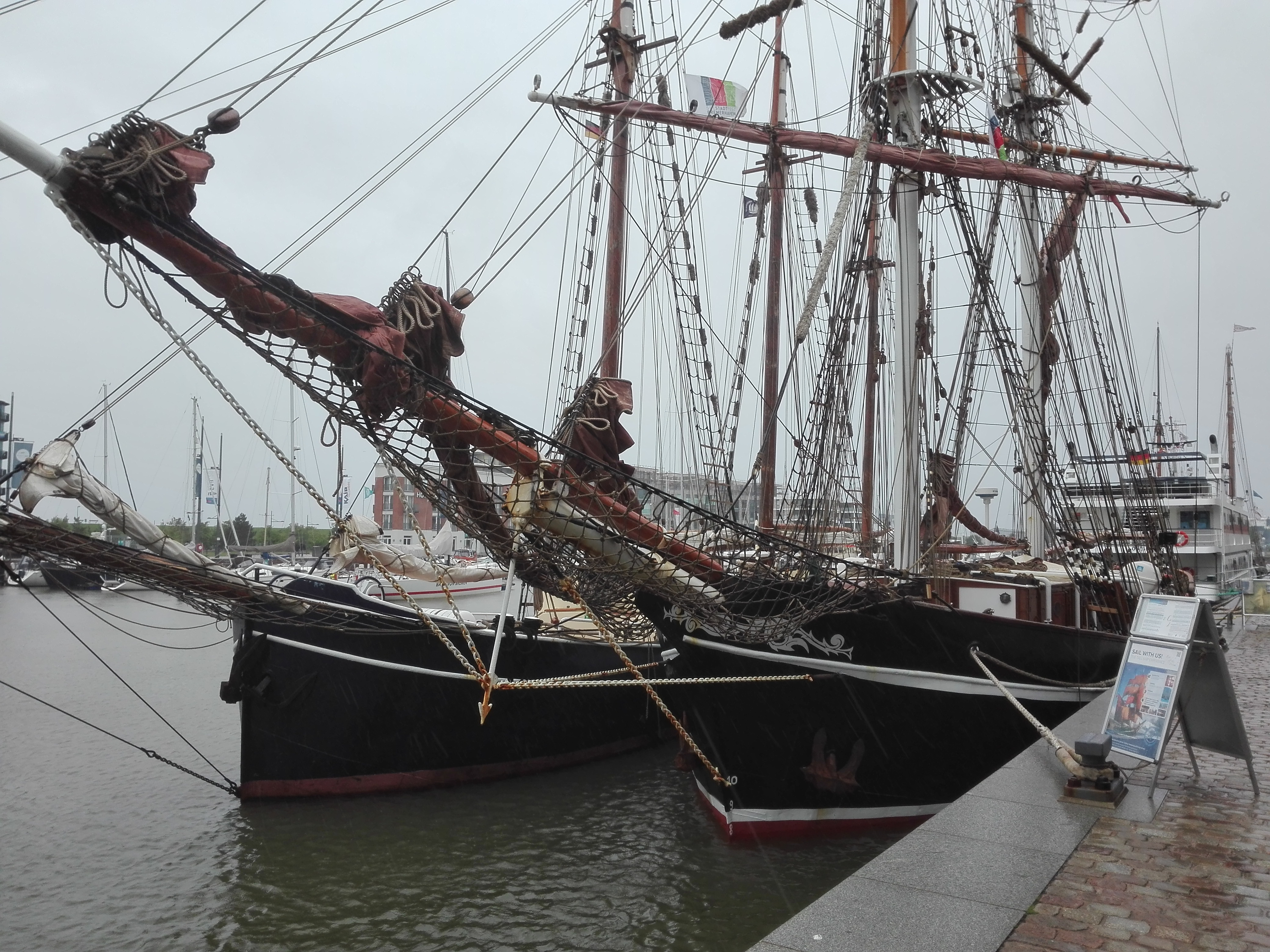
Die Eye of the Wind neben dem Dreimastschoner Albert Johannes in Bremerhaven

## Zwillingsschiff Brigantes
September 1911 lief das Zwillingsschiff Meta in Brake ebenfalls in derselben Werft vom Stapel. Es gelangt nach Frankreich und Italien, wird 1954 auf Onice umbenannt und 2019 Brigantes getauft. In der Sail Cargo Alliance kooperiert es als Handelssegler mit der Tres Hombres.